# 동작구 을
서울 동작구 을은 대한민국의 국회의원 선거구이다. 서울특별시 동작구 일부 지역을 관할한다. 현 지역구 국회의원은 국민의힘의 나경원이다.

## 역사
1988년 대한민국 제13대 국회의원 선거를 앞두고 신설되었다. 신설 당시 상도1동, 흑석1~3동, 동작동, 사당1~4동은 동작구 을로 묶였고, 나머지 지역인 노량진1~2동, 상도2~4동, 본동, 대방동, 신대방1~2동은 동작구 갑으로 묶였다.
2012년 제19대 국회의원 선거를 앞두고 동작동이 폐지되어 사당2동에 편입되었다.

## 관할 구역
| 대수      | 관할 구역 |
| --------- | --- |
| 13대~14대 | 동작구 상도제1동, 흑석제1동, 흑석제2동, 흑석제3동, 동작동, 사당제1동, 사당제2동, 사당제3동, 사당제4동                       |
| 15대~17대 | 동작구 상도제1동, 상도제5동, 흑석제1동, 흑석제2동, 흑석제3동, 동작동, 사당제1동, 사당제2동, 사당제3동, 사당제4동, 사당제5동 |
| 18대      | 동작구 상도제1동, 흑석동, 동작동, 사당제1동, 사당제2동, 사당제3동, 사당제4동, 사당제5동                                     |
| 19대~현재 | 동작구 상도제1동, 흑석동, 사당제1동, 사당제2동, 사당제3동, 사당제4동, 사당제5동                                             |

## 역대 국회의원
| 선거   | 정당 | 정당         | 의원   |
| ------ | ---- | ------------ | ------ |
| 1988년 |      | 평화민주당   | 박실   |
| 1992년 |      | 민주당       | 박실   |
| 1996년 |      | 신한국당     | 유용태 |
| 2000년 |      | 새천년민주당 | 유용태 |
| 2004년 |      | 열린우리당   | 이계안 |
| 2008년 |      | 한나라당     | 정몽준 |
| 2012년 |      | 새누리당     | 정몽준 |
| 2014년 |      | 새누리당     | 나경원 |
| 2016년 |      | 새누리당     | 나경원 |
| 2020년 |      | 더불어민주당 | 이수진 |
| 2024년 |      | 국민의힘     | 나경원 |

## 역대 선거 결과

### 대한민국 제13대 국회의원 선거
|  | 40.81% |

|  | 25.81% |

|  | 19.36% |

|  | 13.16% |

|  | 0.82% |

### 대한민국 제14대 국회의원 선거
|  | 40.73% |

|  | 37.45% |

|  | 21.81% |

### 대한민국 제15대 국회의원 선거
|  | 44.85% |

|  | 36.65% |

|  | 9.07% |

|  | 8.18% |

|  | 1.23% |

### 대한민국 제16대 국회의원 선거
|  | 48.10% |

|  | 37.51% |

|  | 6.28% |

|  | 4.65% |

|  | 3.43% |

### 대한민국 제17대 국회의원 선거
|  | 49.98% |

|  | 36.54% |

|  | 12.26% |

|  | 1.20% |

### 대한민국 제18대 국회의원 선거
|  | 54.41% |

|  | 41.50% |

|  | 2.01% |

|  | 1.21% |

|  | 0.45% |

|  | 0.33% |

|  | 0.05% |

### 대한민국 제19대 국회의원 선거
|  | 50.80% |

|  | 44.04% |

|  | 5.14% |

### 2014년 대한민국 재보궐선거
|  | 49.90% |

|  | 48.69% |

|  | 1.40% |

### 대한민국 제20대 국회의원 선거
|  | 43.40% |

|  | 31.45% |

|  | 24.54% |

|  | 0.59% |

### 대한민국 제21대 국회의원 선거
|  | 52.16% |

|  | 45.04% |

|  | 1.98% |

|  | 0.52% |

|  | 0.29% |

### 대한민국 제22대 국회의원 선거
|  | 54.01% |

|  | 45.98% |

## 같이 보기
- 대한민국의 국회의원 선거구 목록